# Eduard Koblmüller
Eduard Koblmüller, conocido también como Edi Koblmüller (Linz, 10 de abril de 1946 - Monte Kazbek, 16 de abril de 2015) fue un alpinista austriaco.

## Biografía
Graduado como forestal en Viena, trabajó un tiempo como silvicultor y funcionario del estado federado de Alta Austria. Tras casarse, fundó con su esposa una escuela de montañismo, Bergspechte, deporte al que se dedicó profesionalmente el resto de su vida.
Su primera gran expedición la realizó en 1968 a los Andes, para seguir después por el Hindú Kush afgano-pakistaní, el Karakorum y el Himalaya, las grandes cumbres del planeta. Participó en la primera expedición austriaca que coronó el Baltistan Peak, llamado también K6 (7.281 metros; 1970), realizó la primera subida al Chogolisa (7.665 metros; 1976) junto con Fred Pressl y Gustav Ammere, y fue pionero al establecer varias rutas nuevas, como la cara sur del Batura I (7.785 metros; 1983) y, junto a Alois Furtner, la más destacada de su trayectoria, la vía sur abierta para escalar el Cho Oyu (8.201 metros; 1978) y que desde entonces lleva el nombre de ambos alpinistas, 'Ruta de Koblmüller y Furtner'. En 2015 esta ruta seguía inédita en otras ascensiones; en 1982 Reinhard Karl falleció al intentarlo y el mismo año tampoco lo consiguió Reinhold Messner.
A lo largo de su vida Koblmüller perdió a su hijo de veinticuatro años en 1999, en una avalancha en el Pico Diran (7.266 metros) en Pakistán y a su esposa en 2003, también como consecuencia de un accidente de escalada. Él falleció en abril de 2015 también en la montaña, durante una tormenta en la ascensión al Kazbek (Georgia), cuando quedó rezagado para ayudar a una de las alpinistas del grupo de nueve al que guiaba. Ambos murieron y el resto consiguió llegar al refugio.